# Pertate
Pertate (en serbe cyrillique : Пертате) est une localité de Serbie située dans la municipalité de Lebane, district de Jablanica. Au recensement de 2011, elle comptait 1 303 habitants.
Pertate est officiellement classé parmi les villages de Serbie.

## Démographie

### Évolution historique de la population
| 1948  | 1953  | 1961  | 1971  | 1981  | 1991  | 2002  | 2011  |
| ----- | ----- | ----- | ----- | ----- | ----- | ----- | ----- |
| 1 246 | 1 321 | 1 381 | 1 424 | 1 535 | 1 426 | 1 559 | 1 303 |

|  |